# Èritres de Jònia
|  | «Èritres» redirigeix aquí. Vegeu-ne altres significats a «Èritres (desambiguació)». |

Èritres (grec antic: Ἐρυθραί, llatí: Erythrae) era una de les dotze ciutats de la Jònia.
A la ciutat hi havia un temple d'Hèracles, que era adorat amb el nom d'Hèrcules dels Dàctils de l'Ida; i també s'adorava Hèracles Ipòcton a la regió d'Èritres (probablement vora les muntanyes del Mimanet). Un altre temple era dedicat a Atena Pòlia, amb una imatge que era un xóanon o estàtua de fusta i tenia posició asseguda.

## El mite fundacional
El seu nom, segons el mite referit per Pausànies, derivaria d'Èritre, un fill de Radamantis de Creta, que la va establir i poblar de cretencs, licis, caris i pamfilis. Més endavant, Clèops, fill de Codros, hauria reunit gent de totes les ciutats jòniques i les hauria enviat a viure a Èritres. Estrabó diu que Cnopos va ser el fundador de la ciutat, que primerament hauria rebut el nom de Cnopòpolis. Poliè el Macedoni explica que Cnopos es va fer amo de la ciutat després de matar els seus habitants. Hípies d'Èritres indica que Cnopos va morir a mans d'Ortiges, que va usurpar el poder, va exercir una extravagant tirania i finalment va ser assassinat. La història primitiva és, de fet, desconeguda. Estrabó diu que va rebre el seu nom quan la van poblar gent provinent d'Èritres de Beòcia.

## Descripció del lloc
Segons Estrabó, la península en què es trobava era dels habitants de Teos i dels d'Èritres, els primers al sud de l'istme; i, al nord de l'istme, Clazòmenes. El riu Hipocremnos era la frontera entre Èritres i Clazòmenes. Al sud, la ciutat de Geres (o Eres) pertanyia a Teos, mentre que la península a l'oest de la línia entre Geres i el riu Hipocremnos era territori d'Èritres. Al nord-oest de Geres hi havia Còricos) i diversos ports. Després de Còricos venia la petita illa d'Halonnesos i el cap d'Èritres, i la punta davant l'illa de Quios. A l'oest de la península, davant Quios, hi ha una gran badia amb diversos illots, situats davant la ciutat, que Estrabó anomena Hipos. La zona muntanyosa entre Èritres i l'Hipocremnos rebia el nom de Mimant, i hi abundaven els boscs; allí hi havia la ciutat de Cibèl·lia, i, al nord-oest, hi havia la pedrera de Melena. El torrent que passava per la ciutat rebia el nom d'Axos, per bé que Plini l'anomena Àleos.

### Poblacions
En el seu territori, anomenat Eritrea, es coneixen les poblacions següents: Tucídides anomena Ptèleon i Sidussa, i Plini el Vell afegeix Helos i Dòrion. També se sap d'una ciutat que es deia Èmbaton i una que es deia Cibèl·lia. Pomponi Mela esmenta un lloc anomenat Corina dins el territori d'Èritres, però no se sap a què es refereix. El territori d'Èritres produïa vi abundant. La ciutat de Pàrion, a la Propòntida, fou una colònia sovint atribuïda a Èritres, però que Estrabó assigna conjuntament a Èritres, Milet i Paros.

## Història
Heròdot diu que el dialecte jònic se subdividia en quatre tipus, i que el que es parlava a Èritres i a Quios era el mateix. Tot i així, se sap d'una guerra entre la ciutat i l'illa en un període antic una mica al principi dels relats històrics, probablement la mateixa guerra que Anticlides esmenta als seus Nostoi que cita Ateneu de Nàucratis.
Durant la revolta jònica el 499 aC, els eritreus van aportar vuit vaixells a la flota rebel que va ser derrotada a Milet. Era una aportació molt reduïda, atès que Quios en va aportar 100. Durant la guerra del Peloponès era una ciutat tributària d'Atenes, i es va revoltar el 412 aC, segons Tucídides. En acabar la guerra va passar a Pèrsia i va romandre a les seves mans fins a l'arribada d'Alexandre el Gran a Jònia. Després va pertànyer a Antígon i a Seleuc I Nicàtor. Al final de la Guerra Romano-Síria entre Roma i el selèucida Antíoc III el Gran, els romans van cedir territoris a Quios, Esmirna i Èritres que havien estat en el bàndol romà.

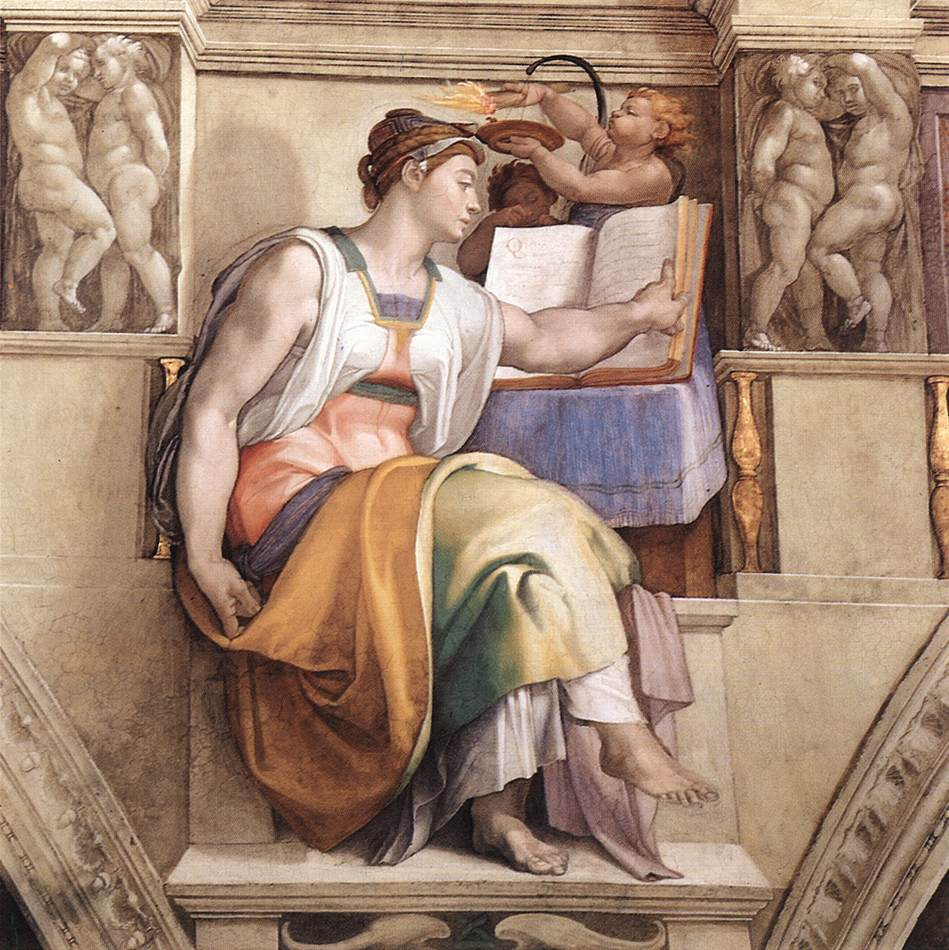
La Sibil·la Eritrea a la Capella Sixtina

### El final de la ciutat
La ciutat va existir durant tot el període romà, i encara s'esmenta avançat l'Imperi.
Correspon a l'actual vila d'Ildır. Es conserven les muralles, el teatre (força gran, al nord de la ciutat i excavat a la roca), alguns carrers, tombes, aqüeductes, terrasses, temples. L'acròpoli és a uns 180 metres de la costa. Queden restes del port que era a la boca del riu Àleos.

## Sibil·la
Èritres va ser famosa per les seves sibil·les. Estrabó anomena simplement Sibil·la a una profetessa de temps molt antics, i parla d'una altra en temps d'Alexandre el Gran, anomenada Atenaida, que va profetitzar per al conqueridor. La Sibil·la d'Èritres tenia un gran prestigi, ja que quan es van cremar els Llibres sibil·lins, la nova col·lecció es va recopilar fonamentalment en aquesta ciutat l'any 76 aC. Les monedes anomenen aquesta sibil·la Tea, i és considerada nascuda a Èritres.